# قاضی ریندر
 قاضی ریندر به انگلیسی: Judge Rinder یک برنامهٔ تلویزیونی دادگاهی انگلیسی است که از ۱۱ اوت ۲۰۱۴ از آی‌تی‌وی پخش می‌شود. این برنامه رابرت ریندر را به عنوان قاضی ناظر بر پرونده‌های مدنی نشان می‌دهد. ریندر کار خود را در حقوق جزایی در سال ۲۰۰۳ آغاز کرد. او یک وکیل مدافع است و لباس وکالت بر تن می‌کند اما کلاه گیس مرسوم در نظام دادگستری بریتانیا را به سر نمی‌گذارد. ریندر یک وکیل مدافع جنایی است که در دادگاه جنایی ۲ هیر چیمبرز در لندن فعالیت می‌کند. این موضوع در نمایش به وضوح مشخص شده‌است. هر حکمی که توسط ریندر صادر می‌شود توسط شرکت تهیه‌کننده پرداخت می‌شود.